# Karl Hetzel
Karl Hetzel (* 30. Januar 1920 in Hamborn; † 20. April 1972) war ein deutscher Fußballspieler, der im Spieljahr 1951/52 als Mittelstürmer des Meidericher Spielvereins in der Fußball-Oberliga West mit 25 Treffern die Torschützenkrone erobert hat.

## Laufbahn

### Gauliga Niederrhein, bis 1944
Die ersten Erfolge feierte der schnelle und mit enormer Schusskraft ausgestattete Mittelstürmer Karl „Bubi“ Hetzel bereits mit Westende Hamborn während des Zweiten Weltkriegs in der Gauliga Niederrhein. Nach dem Abstieg 1941 folgte umgehend 1942 die Rückkehr in die Gauliga und in der Runde 1942/43 holte sich der Bergarbeiterklub BSG Westende vor TuS Helene Altenessen im Gau 10 die Meisterschaft. Titelverteidiger und Lokalkonkurrent SV Hamborn 07 belegte den fünften Rang. Im Tschammer-Pokal 1942 hatte sich Hetzel in den drei Spielen gegen Borussia Fulda, Arminia Bielefeld und Schalke 04 jeweils als Torschütze ausgezeichnet. Im Endrundenspiel am 16. Mai 1943 beim VfR Mannheim erlebte er aber gegen die Rasenspieler – Walter Danner, Philipp Rohr, Karl Striebinger – eine hohe 1:8-Niederlage.

### Anfänge nach dem Zweiten Weltkrieg, 1945 bis 1949
Nach dem Zweiten Weltkrieg setzte Hetzel seine Laufbahn beim Meidericher Spielverein fort. Zunächst startete die erste Fußballnachkriegsmeisterschaft im Herbst 1945 auf Kreisebene. Die verschiedenen Kreise wurden dann zu Bezirken zusammengefasst und die Kreismeister spielten um die Bezirksmeisterschaft. Die Bezirksmeister wiederum kämpften anschließend um die Niederrheinmeisterschaft. In der Endrunde der Stadtmeister des rechten Niederrheins belegte der Meidericher SpV 1945/46 hinter SC RW Oberhausen den zweiten Rang. Der Mittelstürmer aus Meiderich hatte in diesen Spielen auf sich aufmerksam gemacht und agierte im Repräsentativspiel von Westdeutschland gegen Süddeutschland am 30. Juni 1946 in Köln als Mittelstürmer der West-Auswahl. Hetzel erzielte einen Treffer für den Westen bei der 3:4-Niederlage. Im zweiten Jahr, 1946/47, belegte er in der Bezirksliga Rechter Niederrhein mit dem MSV – hinter Rot-Weiß Oberhausen, Hamborn 07, Duisburger SpV – den vierten Rang und wechselte zur Runde 1947/48 – Startsaison der neuen Fußballoberliga West – zu den „Löwen“ nach Hamborn.
Die Premierensaison der Westoberliga startete am 14. September 1947. Hamborn 07 empfing im Stadion an der Buschstraße vor 33.000 Zuschauern den FC Schalke 04 mit deren Innensturm Fritz Szepan, Herbert Burdenski und Ernst Kuzorra. „Burger“ Hetzel erzielte mit seinem Führungstreffer in der 30. Minute das erste Oberligator für Hamborn. Unterstützt durch seine Mannschaftskameraden Bernd und Max Oles sowie Ernst Rupieta konnte er mit seinem zweiten Treffer in der 57. Minute durch das 2:2 Endergebnis den Schwarz-Gelben den ersten Punktgewinn in der neuen Liga sichern. Die Runde beendete der Torjäger am 18. April 1948 bei dem 5:0-Heimerfolg gegen den Absteiger VfL Witten 92 mit drei Treffern und Hamborn belegte damit im Abschlussklassement den vierten Rang, hinter dem Debüt-Meister Borussia Dortmund, Sportfreunde Katernberg und STV Horst-Emscher. In der Zonenmeisterschaft (Britische Zone) verloren die Hamborner am 9. Mai 1948 im Niederrhein-Stadion vor 40.000 Zuschauern in Oberhausen mit 0:1 Toren das Viertelfinalspiel gegen den Hamburger SV. In der zweiten Oberligarunde, 1948/49, kam Hetzel mit Hamborn auf den sechsten Rang. Nach 38 Oberligaspielen mit 19 Toren schloss sich Hetzel zur Saison 1949/50 wiederum dem Meidericher Spielverein 02, der in der 2. Liga West, Gruppe 2 sein Verbandsspiele bestritt, an.

### Meidericher Spielverein, 1949 bis 1956
Mit den „Zebras“ schaffte „Burger“ Hetzel unter Trainer Willi Multhaup in der Saison 1950/51 als Meister der 2. Liga West – vor ETB Schwarz-Weiß Essen und dem Duisburger FV 08 – den Aufstieg in die Oberliga West. Die Leistungen des Torjägers führten ihn am 12. November 1950 beim Spiel der Regionalverbände Süddeutschland gegen Westdeutschland in Frankfurt in den Angriff der West-Mannschaft. Mit Felix Gerritzen, Alfred Preißler, Hans Schäfer und Bernhard Klodt bildete er bei der 4:5-Niederlage die Offensive der West-Auswahl. Hetzel schoss wie Gerritzen, Schäfer und Klodt ein Tor. Mit dem Oberligaaufsteiger Meiderich belegte Hetzel 1951/52 den achten Tabellenplatz. Mit dem 2:1-Heimerfolg am 30. Dezember 1951 gegen Preußen Dellbrück – 16. Spieltag – rangierten Hetzel und seine Mannschaftskameraden Erwin Pajonk, Paul Hufnagel, Heinrich Kreienberg, Hans Krämer, Kurt Küppers, Ferdinand Mühlenberg, Erich und Kurt Neumann sowie Wilhelm „Ömmes“ Schmidt mit 20:12 Punkten zwischenzeitlich sogar auf dem vierten Tabellenrang. Persönlich triumphierte „Burger“ Hetzel mit 25 Treffern in der West-Torschützenliste vor dem RW Essen-Trio mit Bernhard Termath, Helmut Rahn (je 20 Tore) und August Gottschalk mit 19 Treffern und dem Dortmunder Alfred Niepieklo mit ebenfalls 19 Toren. Am 14. Oktober 1951 führte er auch den Angriff – nur Hetzel sprengte dabei den Sturm von Preußen Münster als Mittelstürmer – der Westauswahl beim Repräsentativspiel in Kiel gegen Norddeutschland an. Beim 2:2-Remis zeichnete er sich zusammen mit Siegfried Rachuba als Torschütze aus. Im zweiten MSV-Oberligajahr, 1952/53, verbesserte sich Meiderich auf den vierten Rang und der 32-jährige Torschütze vom Dienst bewies mit erneut 25 Toren seine Treffsicherheit. Damit belegte Hetzel hinter Hans Schäfer, der sich mit 26 Toren die Torjägerkrone sicherte, den zweiten Platz in der Torschützenliste. Am 1. Februar 1953 bestritt der Meidericher Sturmführer ein weiteres Spiel in der Westauswahl gegen Südwestdeutschland. Auch hier trug er sich wie gewohnt bei der 3:5-Niederlage in Düsseldorf gegen die von Fritz Walter angeführte Südwest-Elf in die Torschützenliste ein.
Als der 34-Jährige in der Saison 1954/55 nochmals 27 Oberligaspiele für den MSV absolvierte und dabei zehn Tore erzielte, konnte er an der Seite seiner Mitspieler Kurt Carel, Paul Hufnagel, Kurt Küppers und Kurt Nolden nicht den Abstieg der „Zebras“ verhindern. Mit der 0:2-Niederlage am 1. Mai 1955 – 30. Spieltag – beim SV Sodingen rutschte Meiderich mit 26:34 Punkten – punktgleich mit Borussia Mönchengladbach und Westfalia Herne – auf den 15. Tabellenplatz und musste mit dem jetzt 35-jährigen Hetzel den Weg in die 2. Liga antreten. Von 1951 bis 1955 hatte Karl Hetzel für den Meidericher Spielverein in der Fußball-Oberliga West 100 Spiele absolviert und dabei 65 Tore erzielt.

### Ende der Laufbahn und berufliches Auskommen
Hetzel, der sich einer vorbildlichen Lebensführung während seiner aktiven Zeit befleißigte – kein Alkohol, keine Zigaretten – und kulturelle Vorlieben für das Theater und das Kabarett pflegte, beendete 1956 verletzungsbedingt seine Karriere. Danach blieb er dem MSV als langjähriger Klubhausgastwirt verbunden. Er starb im April 1972 mit 52 Jahren an den Folgen eines Herzinfarktes.